# One voice THE SONGS OF CHAGE&ASKA
『one voice THE SONGS OF CHAGE&ASKA』 （ワン・ボイス - ザ・ソングス・オブ・チャゲ・アンド・アスカ） は、Chage & Askaへの トリビュート・アルバム。1996年にイギリス・日本で発売され、2000年には韓国でも発売された。日本盤の発売元は東芝EMI。日本でのキャッチコピーは「音楽って本当に自由だと思う。だから、僕ら何処へでも行くんだ。」。

## 背景
海外のアーティスト達がChage & Askaの楽曲をカバーしたアルバム。いわゆる「逆カバー」と呼ばれるものである。これらの作品の多くは日本国内のみでの発売であるが、本作は海外でも発売されビルボード誌にも取り上げられた。
この企画は発売される数年前から進行しており、1994年5月にモナコで開催されたThe World Music Awards授賞式に合わせて現地で行われたCHAGE&ASKAの記者会見では、INXS のマイケル・ハッチェンスも参加しており、記者からの質問に対して「今度、『Red Hill』を歌う予定だ。」と話していた。また、1995年にはキャシー・デニスが「天気予報の恋人」をカバーした曲「Love's A Cradle」が、SUBARU 「VIVIO」 CMソングに起用され、シングル発売されていた。Chage & Aska も「The River」と「Castles In The Air」で参加している。

## リリース
本作は英国盤が全11曲の収録で、日本盤は3曲のボーナス・トラックが追加された全14曲の収録となっている。ボーナス・トラックの中で、「もうすぐだ」のカバー曲「Heart of My Own」で参加したリチャード・マークスは、翌1997年にAskaとデュエットした曲「Every Day Of Your Life」が日本でシングル発売された。
2000年8月には、韓国内の第3次日本文化開放に伴う親善コンサート『CHAGE & ASKA LIVE IN KOREA』開催に合わせて、韓国でも発売された。

## 収録曲
※英国盤のリンク先は、すべて英語である。
| #         | タイトル                                              | 作詞        | 作曲      | 時間  |
| --------- | ----------------------------------------------------- | ----------- | --------- | ----- |
| 1.        | 「As You Walked Away」(Maxi Priest (featuring Shaggy) | Ryo Aska    | Ryo Aska  | 4:42  |
| 2.        | 「Raspberry」(Chaka Khan)                             | Ryo Aska    | Ryo Aska  | 5:02  |
| 3.        | 「Red Hill」(Michael Hutchence (INXS))                | Ryo Aska    | Ryo Aska  | 4:51  |
| 4.        | 「Canción de amor para olvidarte」(Alejandro Sanz)    | Ryo Aska    | Ryo Aska  | 5:16  |
| 5.        | 「The River」(Chage & Aska)                           | Ryo Aska    | Ryo Aska  | 4:34  |
| 6.        | 「Love's A Cradle」(Cathy Dennis)                     | Ryo Aska    | Ryo Aska  | 4:31  |
| 7.        | 「Pride」(Apache Indian)                              | Ryo Aska    | Ryo Aska  | 5:08  |
| 8.        | 「Dream」(Boy George)                                 | Chage       | Chage     | 4:41  |
| 9.        | 「Castles In The Air」(Chage & Aska)                  | Ryo Aska    | Ryo Aska  | 6:45  |
| 10.       | 「Lies」(Marianne Faithfull)                          | Goro Matsui | Chage     | 4:31  |
| 11.       | 「Walk」(Wendy Matthews)                              | Ryo Aska    | Ryo Aska  | 6:09  |
| 合計時間: | 合計時間:                                             | 合計時間:   | 合計時間: | 56:10 |

| #         | タイトル                                                        | 作詞                      | 作曲                      | 時間  |
| --------- | --------------------------------------------------------------- | ------------------------- | ------------------------- | ----- |
| 1.        | 「As You Walked Away」(マキシ・プリースト (featuring シャギー)) | Ryo Aska                  | Ryo Aska                  | 4:42  |
| 2.        | 「Take Me Away」(リサ・スタンスフィールド And Aska)             | Ryo Aska・Lisa Stansfield | Ryo Aska・Lisa Stansfield | 5:35  |
| 3.        | 「Raspberry」(チャカ・カーン)                                   | Ryo Aska                  | Ryo Aska                  | 5:02  |
| 4.        | 「Red Hill」(マイケル・ハッチェンス (INXS))                     | Ryo Aska                  | Ryo Aska                  | 4:51  |
| 5.        | 「Canción de amor para olvidarte」(アレハンドロ・サンス)        | Ryo Aska                  | Ryo Aska                  | 5:16  |
| 6.        | 「The River」(Chage & Aska)                                     | Ryo Aska                  | Ryo Aska                  | 4:34  |
| 7.        | 「Love's A Cradle」(キャシー・デニス)                           | Ryo Aska                  | Ryo Aska                  | 4:31  |
| 8.        | 「Pride」(アパッチ・インディアン)                               | Ryo Aska                  | Ryo Aska                  | 5:08  |
| 9.        | 「Dream」(ボーイ・ジョージ)                                     | Chage                     | Chage                     | 4:41  |
| 10.       | 「Heart of My Own」(リチャード・マークス (Richard Marx))        | Ryo Aska                  | Ryo Aska                  | 4:36  |
| 11.       | 「Hang Up The Phone」(ロンドン・ビート (Londonbeat))            | Ryo Aska                  | Ryo Aska                  | 4:14  |
| 12.       | 「Castles In The Air」(Chage & Aska)                            | Ryo Aska                  | Ryo Aska                  | 6:45  |
| 13.       | 「Lies」(マリアンヌ・フェイスフル)                              | Goro Matsui               | Chage                     | 4:31  |
| 14.       | 「Walk」(ウェンディ・マシューズ)                                | Ryo Aska                  | Ryo Aska                  | 6:09  |
| 合計時間: | 合計時間:                                                       | 合計時間:                 | 合計時間:                 | 70:35 |

## 楽曲解説
1. As You Walked Away - マキシ・プリースト （featuring シャギー）
原曲は1993年11月19日発売の33枚目シングル「You are free」。
日本テレビ「しんドラ」エンディングテーマ。
2. Take Me Away - リサ・スタンスフィールド And Aska
リサとAskaの共作による書き下ろしオリジナル曲。日本盤ボーナス・トラック。
3. Raspberry - チャカ・カーン
原曲は1992年11月7日発売の15枚目アルバム『GUYS』に収録の「野いちごがゆれるように」。
4. Red Hill - マイケル・ハッチェンス （INXS）
原曲は1993年10月10日発売の16枚目アルバム『RED HILL』に収録の「RED HILL」。
Askaがコーラスで参加している。
5. Canción de amor para olvidarte - アレハンドロ・サンス
原曲は1989年6月21日発売の24枚目シングル「LOVE SONG」。
スペイン語で歌われている。
6. The River - Chage & Aska
原曲は1996年2月19日発売の38枚目シングル「river」。
ミディアムテンポにアレンジして英語詞で歌ったセルフカバーである。
7. Love's A Cradle - キャシー・デニス
原曲は1989年8月25日発売の12枚目アルバム『PRIDE』に収録の「天気予報の恋人」。
収録曲の中で唯一、前年の1995年にすでに先行リリースされており、その際に来日し「ミュージックステーション」に出演して披露している。
SUBARU 「VIVIO」 CMソング（1995年）。
8. Pride - アパッチ・インディアン
原曲はアルバム『PRIDE』に収録の「PRIDE」。
アパッチ・インディアンは、かつて「BOOM 〜釈迦・楽〜」を日本でヒットさせたこともある。
9. Dream - ボーイ・ジョージ
原曲はアルバム『GUYS』に収録の「夢」。
10. Heart of My Own - リチャード・マークス （Richard Marx）
原曲は1996年4月22日発売の18枚目アルバム『CODE NAME.2 SISTER MOON』に収録の「もうすぐだ」。
日本盤ボーナス・トラック。
11. Hang Up The Phone - ロンドン・ビート （Londonbeat）
原曲はアルバム『GUYS』に収録の「HANG UP THE PHONE」。
日本盤ボーナス・トラック。
12. Castles In The Air - Chage & Aska
原曲は1994年8月3日発売の35枚目シングル「HEART/NATURAL/On Your Mark」に収録の「On Your Mark」。
原曲をアレンジして英語詞で歌ったセルフカバー。
13. Lies - マリアンヌ・フェイスフル
原曲は1981年2月25日発売の2枚目アルバム『熱風』に収録の「嘘」。
14. Walk - ウェンディ・マシューズ
原曲は1989年3月8日発売の「WALK」。